# Юлиана Урсула фон Салм-Нойфвил
Юлиана Урсула фон Салм-Нойфвил (на немски: Juliane Ursula von Salm-Neufville; * 29 септември 1572, Нойфвил; † 30 април 1614, замък Карлсбург в Карлсруе) от Салм-Нойфвил, е чрез женитба маркграфиня на Баден-Дурлах.

## Произход
Тя е дъщеря на Вилд- и Рейнграф Фридрих фон Салм-Нойфвил (1547 – 1608) и първата му съпруга графиня Франциска фон Салм-Баденвайлер (1545 – 1587).

## Фамилия
Юлиана Урсула се омъжва на 2 юли 1592 г. в Карлсбург за маркграф Георг Фридрих фон Баден-Дурлах (1573 – 1638) от Дом Баден. Те имат 15 деца:
- Катарина Урсула (* 19 юни 1593, † 15 февруари 1615), омъжва се на 24 август 1613 за ландграф Ото фон Хесен-Касел (* 25 декември 1594, † 7 август 1617)
- Фридрих V (* 6 юли 1594, † 8 септември 1659); маркграф на Баден-Дурлах (1622 – 1659)
- Анна Амалия (* 9 юли 1595, † 18 ноември 1651), омъжва се на 25 ноември 1615 за граф Вилхелм Лудвиг фон Насау-Саарбрюкен (* 18 декември 1590, † 22 август 1640)
- Филип (* 30 декември 1596, † 14 март 1597)
- Карл (* 22 май 1598, † 27 юли 1625)
- Юлиана Урсула (* 1 януари 1600, † 31 август 1600)
- Рудолф (* 21 януари 1602, † 31 май 1603)
- Христоф (* 16 март 1603, † 30 април 1632 при обсадата на Инголщат)
- Анна Аугуста (* 30 март 1604, † 2 април 1616)
- Сибила Магдалена (* 21 юли 1605, † 22 юли 1644), омъжва се на 6 юни 1644 за граф Йохан фон Насау-Идщайн (* 24 ноември 1603, † 23 юни 1677)
- Франциска (* 9 август 1606, † 27 август 1606)
- Урсула Мария (* 3 ноември 1607, † 22 декември 1607)
- Франциска Сибила (* 4 февруари 1609, † 2 март 1609)
- София Доротея (* 14 март 1610, † 24 октомври 1633)
- Ернестина София (* 26 декември 1612, † 4 юли 1658)

Юлиана Урсула умира на 41 години на 30 април 1614 г. в замък Карлсбург в Карлсруе. Георг Фридрих фон Баден се жени втори път на 23 октомври 1614 г. за Агата фон Ербах (* 16 май 1581, † 30 април 1621), дъщеря на граф Георг III фон Ербах.